# Bürgerwiese

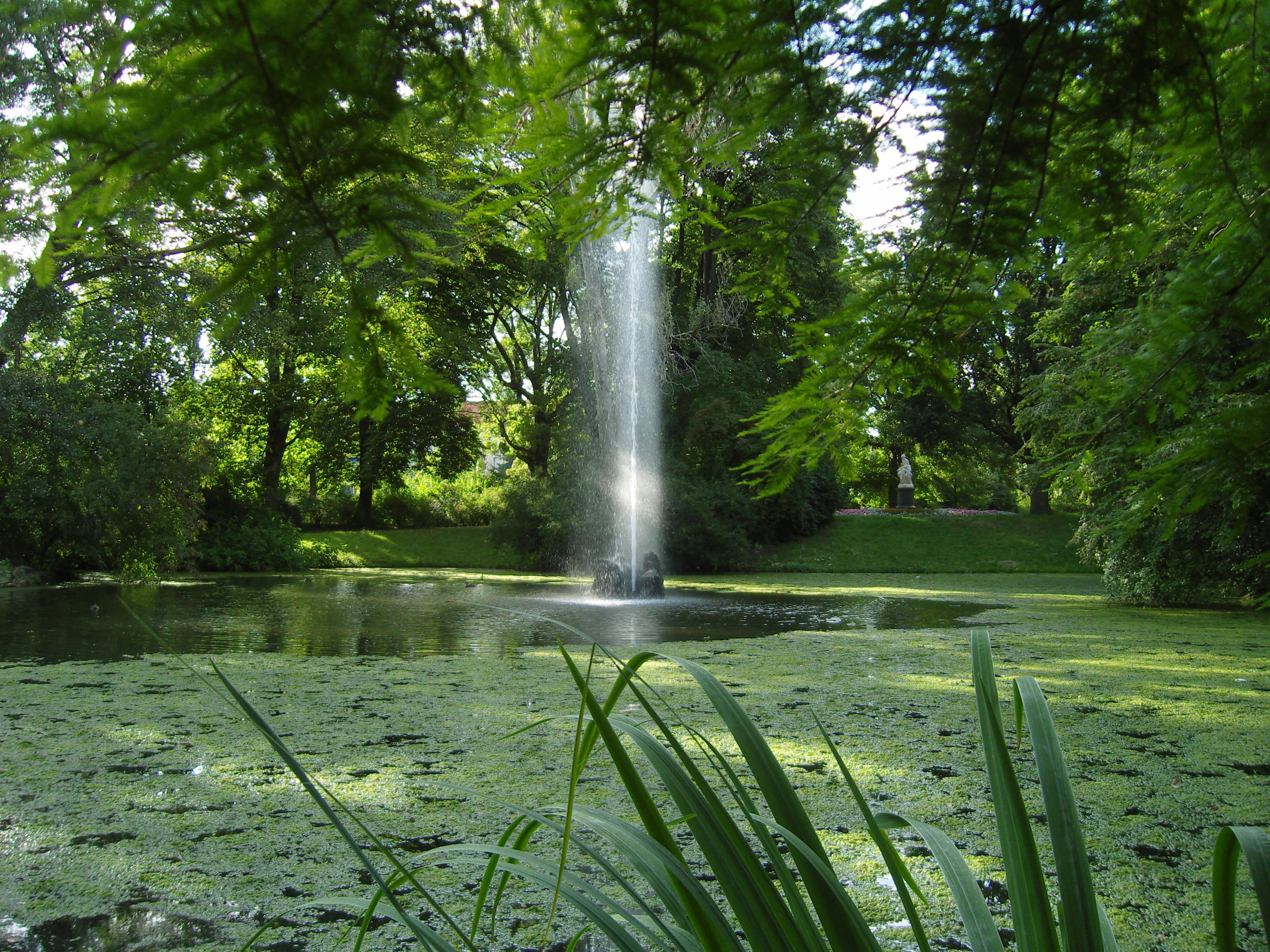
Teich mit Fontäne

Die ungefähr zehn Hektar große Bürgerwiese ist ein Landschaftsgarten in Dresden. Die Ausmaße der südöstlich des Altstadtkerns gelegenen Bürgerwiese sind in der Länge 850 Meter und in der Breite 80 bis 100 Meter. Sie ist die älteste Grünanlage Dresdens.

## Lage

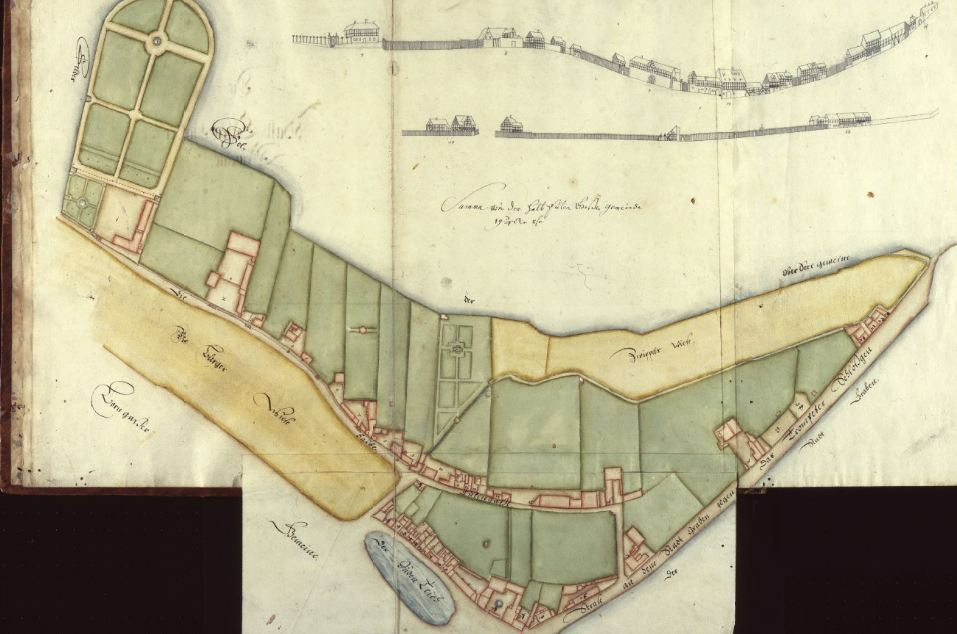
Die Bürgerwiese im Jahr 1706. Die Karte ist gesüdet, die Bebauung der Halben Gasse befindet sich also am oberen Rand der Bürgerwiese. Rechts der Wiese befindet sich der Jüdenteich.

Die Bürgerwiese erstreckt sich entlang des nordöstlichen Rands der gleichfalls Bürgerwiese genannten Straße und deren stadtauswärtiger Fortsetzung, der Parkstraße. Sie liegt damit an der Grenze zwischen der Seevorstadt und der Pirnaischen Vorstadt. Die längliche Grünfläche dehnt sich zwischen dem Georgplatz und dem Lennéplatz von Nordwesten nach Südosten aus. Gemeinsam mit dem östlich benachbarten Großen Garten und dem im Norden direkt angrenzenden Blüherpark bildet die Bürgerwiese eine große und zusammenhängende innenstädtische Parkanlage in Dresden.

## Geschichte

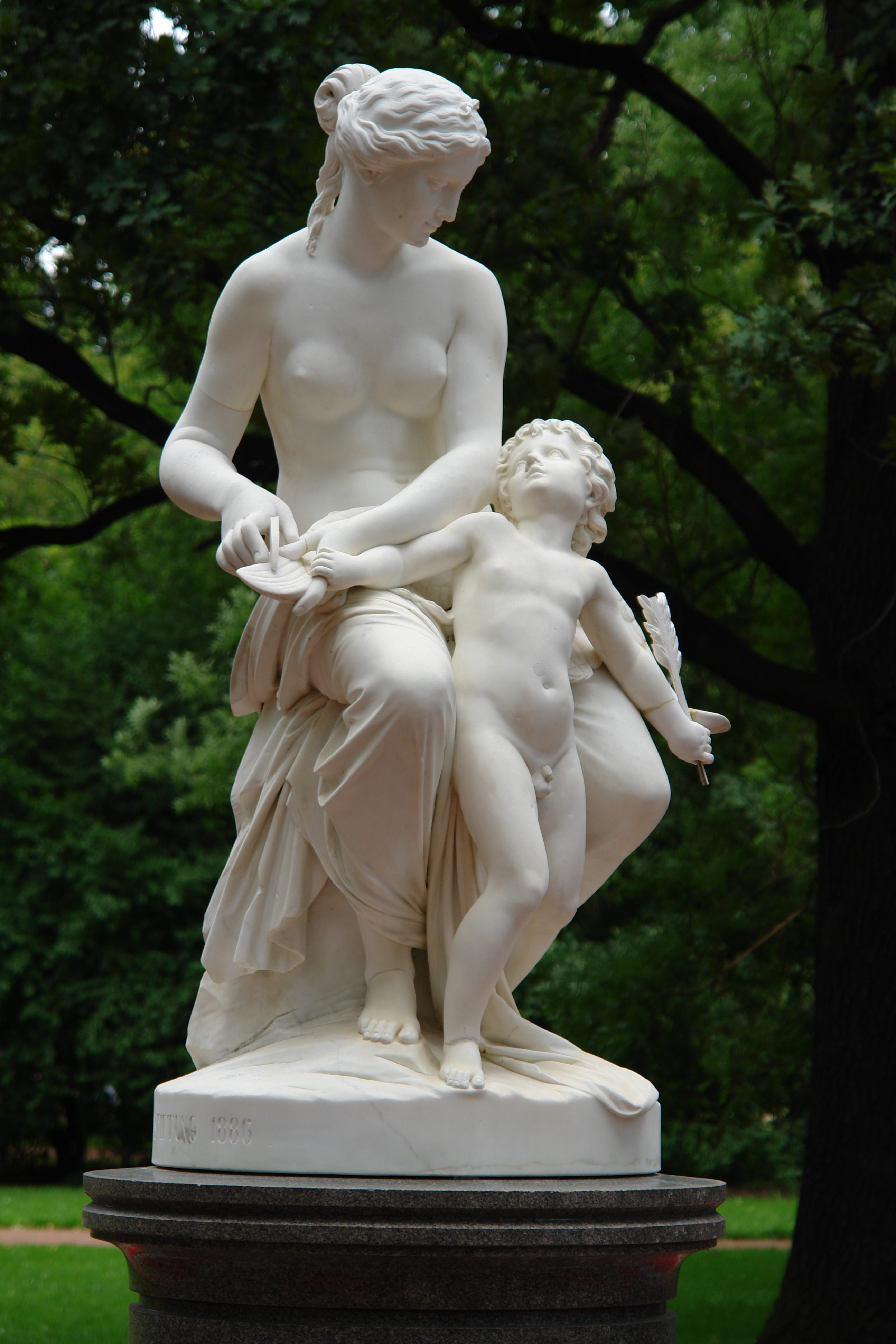
Venus, Amor die Flügel beschneidend von 1886

Die Grünflächen liegen im Seegraben, der Rinne des alten Elblaufes von Seidnitz zur Altstadt, vom Kaitzbach durchflossen. Sie wurden als Wiesen- und Weideland genutzt. 1458 wurden die Grünflächen erstmals als Bürgerwiese erwähnt. An beiden Längsseiten verliefen Wege. So an der Nordseite der Wiese die Dohnaische Gasse, an der Südseite die Halbe Gasse.
Seit dem Beginn des 19. Jahrhunderts wurde die bis dahin eher ländlich-vorstädtische Bebauung durch großbürgerliche Wohnbauten ersetzt. Auf dem Areal der in Höhe des Dohnaschen Schlages an die Bürgerwiese angrenzenden Gartenanlage des Palais Moszyńska begann zum Beispiel der Französisch-Professor an der Dresdner Kadettenanstalt Frédéric de Villers (1770–1846) mithilfe des jungen Architekten Woldemar Hermann mit der Bautätigkeit. Er verkaufte zudem Parzellen seines riesigen ererbten Grundstücks und gilt als einer der Auslöser des Baubooms im späteren Englischen Viertel südlich der Bürgerwiese. Entlang der Bürgerwiese entstanden um 1840 mehrere repräsentative Wohnbauten, wie etwa das Mietshaus de Villers und das ebenfalls am Rand des ehemaligen Palaisgartens erbaute Seebachsche Haus. Zudem nahmen hier Regierungsmitglieder und prominente Mitglieder des Adels ihre Wohnung, etwa die Fürstin Pückler im Eckhaus zur Lüttichaustraße.
So entstand auch das Bedürfnis nach einer angemessenen Gestaltung der Anlage. Schon 1835 hatten sich mehrere gut situierte Anwohner, darunter Frédéric de Villers und der Königliche Leibarzt Friedrich Ludwig Kreysig, über ihre völlige Isolierung von der Stadt beschwert, auch über die seit 1714 bestehende Mauer, die der Wiese den Anschein eines Tierzwingers verleihe. 1838 beschlossen die Dresdner Stadtverordneten, die tieferliegende Innere Bürgerwiese mit Bauschutt aufzufüllen und nach Plänen des Hofgärtners Carl Adolph Terscheck in eine öffentliche Parkanlage umzugestalten. Die Gestaltung der Inneren Bürgerwiese bis zum Dohnaschen Schlag war 1850 beendet.
Die Erweiterung der Anlage auf der Äußeren Bürgerwiese außerhalb des Dohnaschen Schlages bis hin zum Großen Garten begann einige Jahre später. Peter Joseph Lenné kam auf Ersuchen des Rates der Stadt 1859 für einige Tage nach Dresden und legte seinen Entwurf zur Errichtung der öffentlichen Anlagen und eines Zoologischen Gartens auf dem Terrain der Bürgerwiese bis zum Großen Garten vor. Als erste städtische Parkanlage wurde die Bürgerwiese 1869 fertiggestellt.

## Plastiken

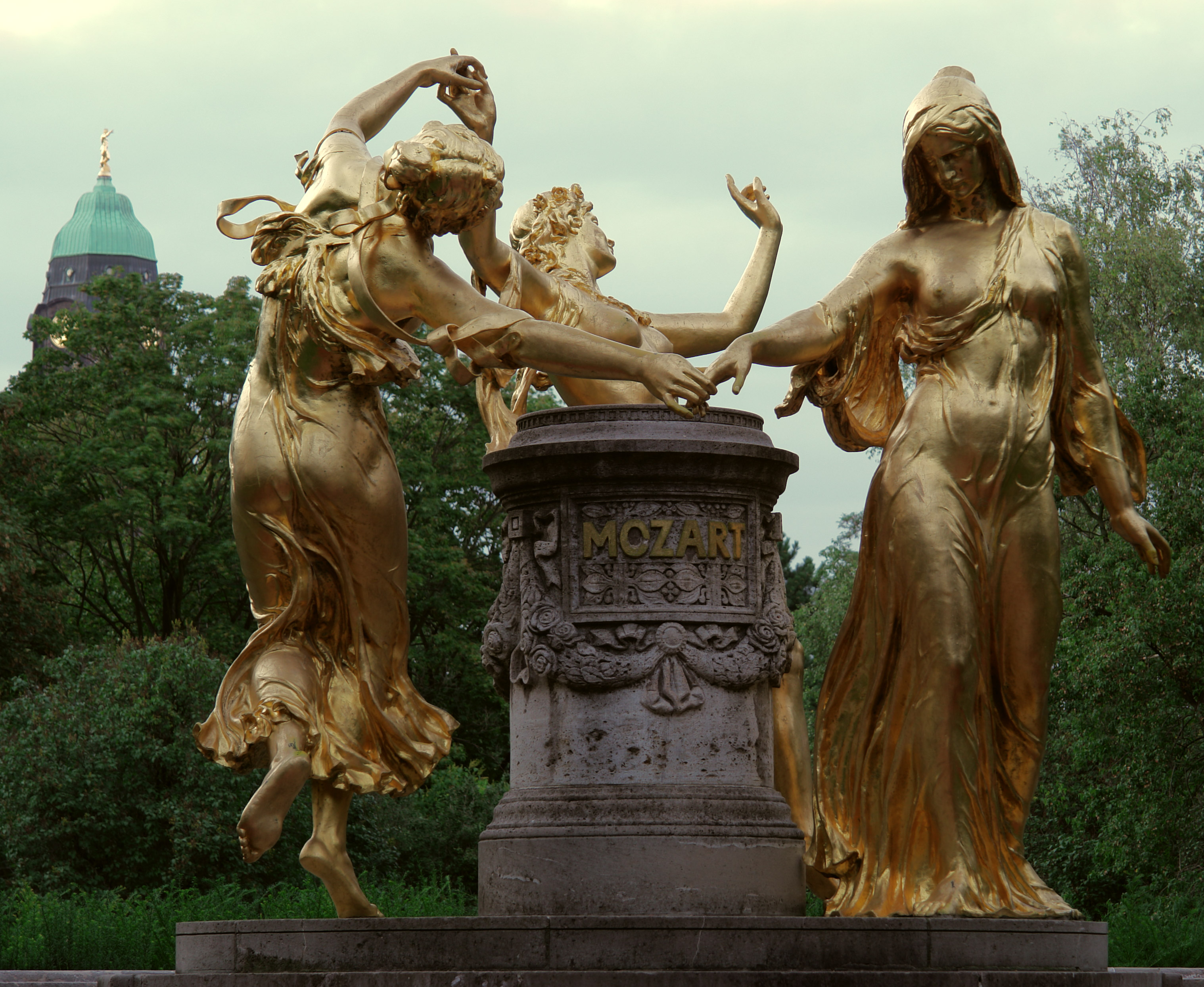
Mozartbrunnen

In der Bürgerwiese sind zahlreiche Großplastiken zu sehen.
Der im Jahr 1907 vom Berliner Bildhauer Hermann Hosaeus geschaffene Mozartbrunnen zeigt drei vergoldete Bronzefiguren. Diese stellen die drei Grazien Anmut, Heiterkeit und Ernst dar, die um einen Mozart-Gedenkstein tanzen. Der Brunnen wurde 1945 teilzerstört und entfernt. Gerhard Wolf stellte im Jahr 1991 eine Rekonstruktion dieses Denkmals fertig.
Die neoklassizistische Marmorgruppe Venus schneidet Amor die Flügel ist ein Werk von Theodor Heinrich Bäumer aus dem Jahr 1886. Bruno Fischer und Wilhelm Kreis schufen 1908 den drei Meter hohen Nymphenbrunnen. Kreis schuf das acht Meter breite Becken und die wasserspeiende Maske aus Granit; Fischer die aus dem Bade steigende Nymphe aus weißem Marmor. Ebenfalls aus diesem Material besteht die Otto-Ludwig-Herme von Arnold Kramer aus dem Jahr 1901, die den Dresdner Heimatdichter zeigt.

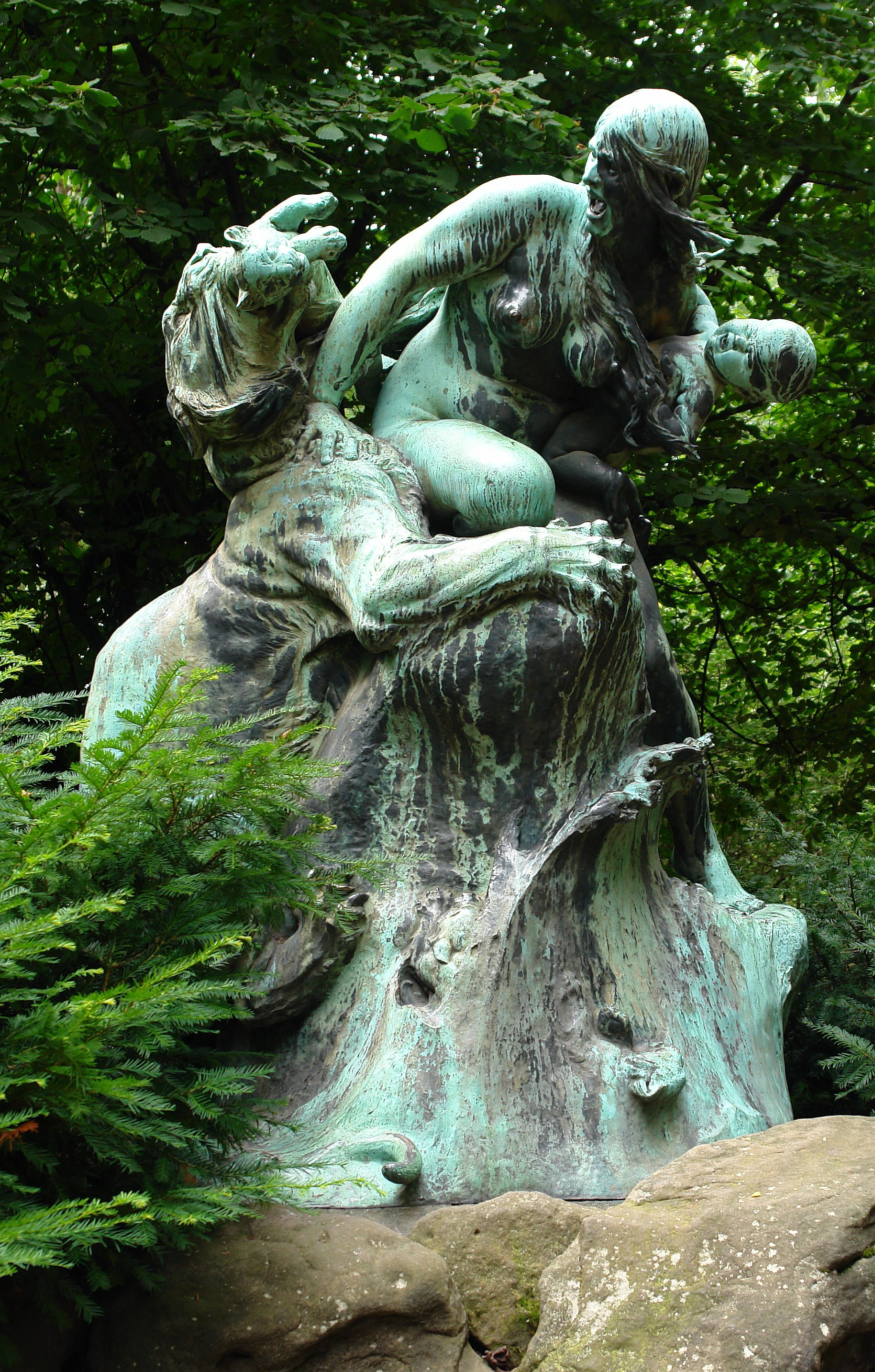
Zwei Mütter

Zu den weiteren Figurengruppen gehört die Bronzeplastik Zwei Mütter von Professor Heinrich Epler. Sie wurde zwischen 1899 und 1902 geschaffen und stellt eine Menschen- und eine Tigermutter bei der Rettung ihrer Kinder aus den Wasserfluten dar.